# Trees and Shrubs Indigenous in Japan Proper
Trees and Shrubs Indigenous in Japan Proper (abreviado Trees Shrubs Japan) es un libro con ilustraciones y descripciones botánicas que fue escrito por el botánico japonés Takenoshin Nakai y publicado en el año 1922.